# مسجد الهندي
مسجد الهندي هو أحد مساجد العراق التاريخية ومن أقدم مساجد النجف الأشرف يقع في المدينة القديمة قرب مرقد الإمام علي في محلة الحويش يعود تاريخ تأسيسه إلى أوائل القرن الثالث عشر الهجري في عصر الشيخ حسين نجف الكبير أسسه الحاج خان محمد، منذ تأسيسه أتخذه طلاب العلوم الدينية مركزا للدروس، يجتمع فيه أكثر أهل العلم، تعقد فيه عشرات الحلقات لفضلاء العصر.